# Głębock (województwo dolnośląskie)

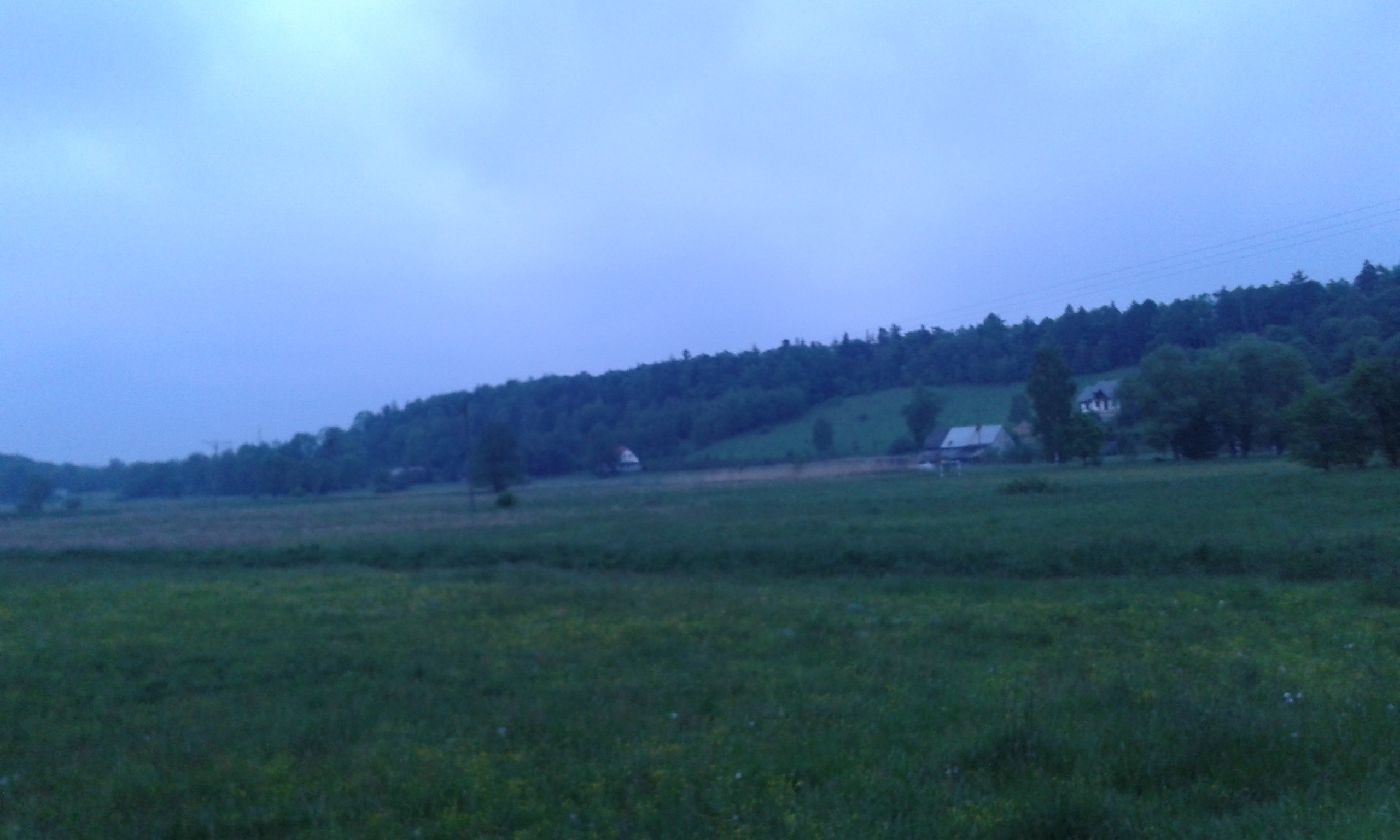
Głębock wieczorem

Głębock (niem. Glausnitz) – wieś w Polsce położona w województwie dolnośląskim, w powiecie karkonoskim, w gminie Podgórzyn.

## Podział administracyjny
W latach 1975–1998 miejscowość administracyjnie należała do województwa jeleniogórskiego.

## Położenie
Wieś położona na wysokości około 390 m n.p.m.

## Demografia
Jest to najmniejsza miejscowość gminy Podgórzyn. Według Narodowego Spisu Powszechnego posiadała 97 mieszkańców (III 2011 r.).

## Zabytki
Do wojewódzkiego rejestru zabytków wpisany jest obiekt:
- dom nr 7, z końca XVIII w., przebudowany na początku XX w.

W gminnej ewidencji zabytków widnieją budynki o nr  8, 20 (dwukrotnie), 23, 28, 37, a także remiza i stanowiska archeologiczne we wsi.